# Zuwara
Zuwarah er en by i det nordvestlige Libyen, med et indbyggertal på cirka 45.000. Byen ligger ved kysten til Middelhavet, tæt på grænsen til nabolandet Tunesien.
32°56′N 12°05′Ø / 32.933°N 12.083°Ø